# Amata parvipuncta
Amata parvipuncta är en fjärilsart som beskrevs av Turati 1917. Amata parvipuncta ingår i släktet Amata och familjen björnspinnare. Inga underarter finns listade i Catalogue of Life.